# Piattaforme di scambio decentralizzate

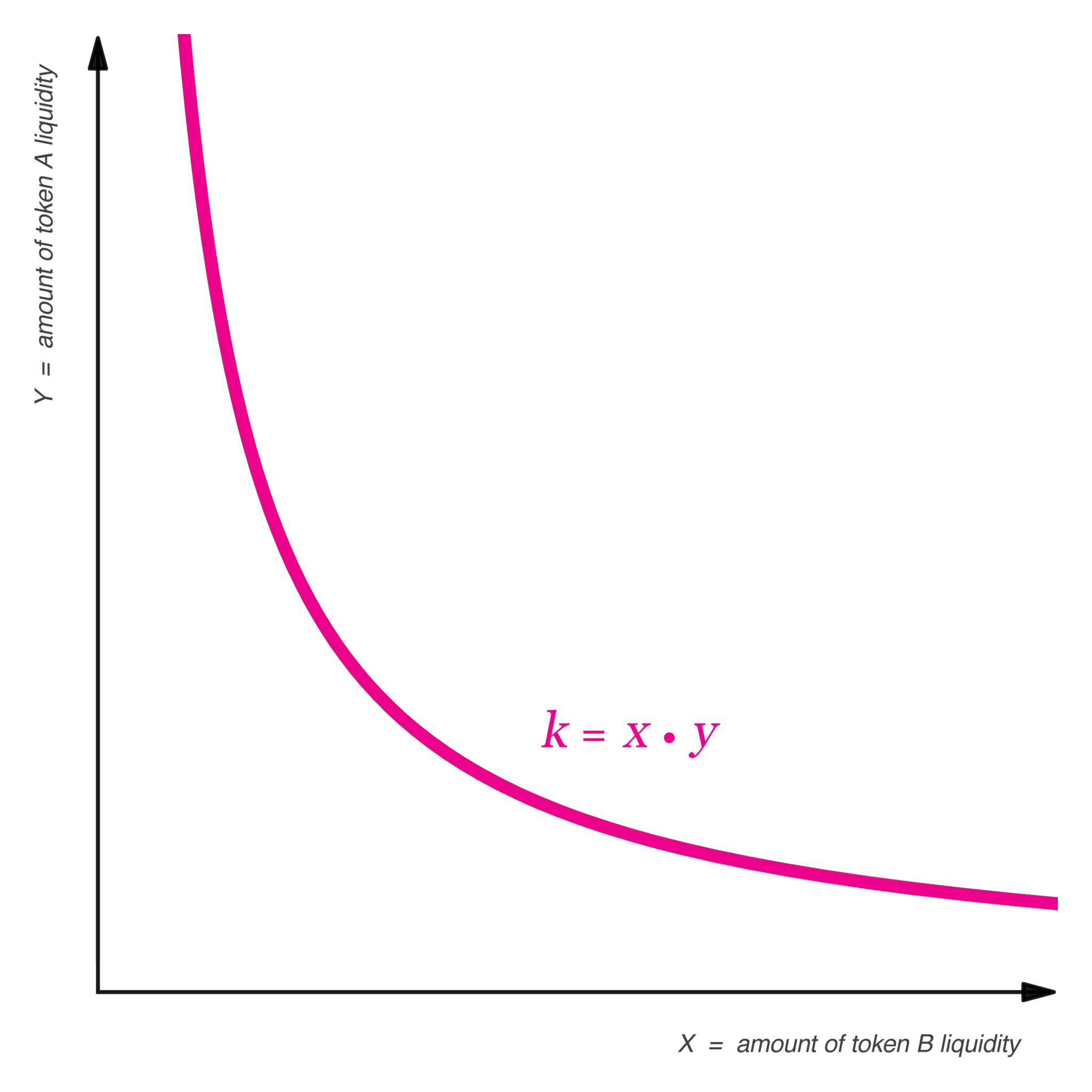
Grafico della funzione di prezzo comunemente utilizzata dai bacini di liquidità

Le piattaforme di scambio decentralizzate (DEX, dall'inglese Decentralized Exchange) sono servizi di scambio di criptovaluta che consentono transazioni di criptovaluta peer-to-peer dirette online in modo sicuro e senza la necessità di un intermediario.

## Panoramica
Nelle transazioni effettuate tramite questi servizi, le entità terze che normalmente sovrintendono alla sicurezza e al trasferimento dei beni (ad esempio banche, agenti di cambio, gateway di pagamento online, istituzioni governative, ecc.) sono sostituite da una blockchain, un cosiddetto libro mastro distribuito . Alcuni metodi operativi comuni includono l'uso di contratti intelligenti o l'inoltro del libro degli ordini, sebbene siano possibili molte altre varianti e con diversi gradi di decentralizzazione.
Poiché i trader su una piattaforma di scambio decentralizzato non hanno bisogno di trasferire i propri beni ad altri prima di eseguire un'operazione, gli scambi decentralizzati riducono il rischio di furto per violazione della sicurezza informatica dell'ente terzo. Tuttavia, chi fornisce liquidità deve depositare i propri token presso il bacino comune. Gli scambi decentralizzati possono anche prevenire la manipolazione dei prezzi o del volume degli scambi attraverso il wash trading e sono più anonimi degli scambi che implementano i requisiti di conoscenza del cliente (KYC).
Ci sono alcuni segnali che le borse decentralizzate hanno sofferto di bassi volumi di scambio e liquidità del mercato. Il progetto 0x, un protocollo per la costruzione di scambi decentralizzati con liquidità intercambiabile, tenta di risolvere questo problema.

## Svantaggi
A causa della mancanza di un processo KYC e dell'impossibilità di annullare una transazione, gli utenti non sarebbero protetti se venissero loro sottratte le password o chiavi private, o se perdessero le stesse.
Sebbene le DEX basate su bacini di liquidità siano le più diffuse, possono presentare alcuni inconvenienti. I problemi più comuni delle DEX di questo tipo sono lo slittamento dei prezzi e il front running.
Lo slittamento dei prezzi si verifica a causa della stessa natura dell'AMM (Automated Market Maker): più grande è il valore dello scambio, maggiore è l'impatto che ha sul prezzo. Ad esempio, se è in uso un AMM a prodotto costante, ogni transazione deve mantenere costante il prodotto xy = k, dove x e y sono le quantità di due valute (o token) nel bacino. Quindi maggiore è l'importo di input Δx, minore è il rapporto finale y / x che fornisce un prezzo di scambio. Il problema è per lo più significativo per grandi transazioni o bacini ristretti.
Il front running è un tipo speciale di attacco nelle blockchain pubbliche quando un partecipante (di solito un minatore) che vede una transazione di trading imminente mette avanti la propria transazione (impostando strategicamente la commissione di transazione, ad esempio), rendendo la transazione iniziale meno redditizia o addirittura annullata.
Le idee per migliorare la resistenza al front running degli AMM a prodotto costante sono state discusse per la prima volta in un post di Vitalik Buterin.

## Gradi di decentramento
Una DEX può comunque avere componenti centralizzati, per cui parte del controllo dello scambio è ancora nelle mani di un'autorità centrale. Un esempio notevole è IDEX che impedisce agli utenti dello Stato di New York di effettuare ordini sulla piattaforma.
Secondo quanto riferito, nel luglio 2018, l'exchange decentralizzato Bancor è stato violato e ha subito una perdita di 13,5 milioni di dollari in asset prima di congelare i fondi. In un Tweet, Charlie Lee, il creatore di Litecoin, si è espresso affermando che uno servizio non è decentralizzato se qualcuno ha l'autorità di congelare i fondi dei clienti.
Chi opera piattaforme di scambo decentralizzate può subire conseguenze legali da parte delle autorità di regolamentazione governative. Un esempio è il fondatore di EtherDelta, che nel novembre 2018 ha saldato le accuse con la Securities and Exchange Commission degli Stati Uniti per la gestione di una borsa valori non registrata.
Uniswap, che è basato sulla blockchain di Ethereum, ha il più grande volume di scambi di qualsiasi DEX. Ha rilasciato la sua terza versione sulla mainnet di Ethereum il 5 maggio 2021.